# Ceratothoa capri
Ceratothoa capri là một loài chân đều trong họ Cymothoidae. Loài này được Trilles miêu tả khoa học năm 1964.